# Back from Eternity
Back from Eternity is een Amerikaanse dramafilm uit 1956 onder regie van John Farrow.

## Verhaal
Een vliegtuig moet een noodlanding maken in de oerwouden van Zuid-Amerika. De passagiers komen er al vlug achter dat ze in een gebied van koppensnellers zijn beland. Ze moeten weg zien te komen, voordat ze worden ontdekt.

## Rolverdeling
| Acteur             | Personage                |
| ------------------ | ------------------------ |
| Robert Ryan        | Bill Lonagan             |
| Anita Ekberg       | Rena                     |
| Rod Steiger        | Vasquel                  |
| Phyllis Kirk       | Louise Melhorn           |
| Keith Andes        | Joe Brooks               |
| Gene Barry         | Jud Ellis                |
| Fred Clark         | Crimp                    |
| Beulah Bondi       | Martha Spangler          |
| Cameron Prud'Homme | Professor Henry Spangler |
| Jesse White        | Pete Boswick             |
| Adele Mara         | Maria Alvarez            |
| Jon Provost        | Tommy Malone             |